# Der Altvaterbote
Der Altvaterbote war eine Zeitschrift, die von 1948 bis 1990 erschien. Benannt war die Zeitschrift nach dem Altvater, dem höchsten Berg des Altvatergebirges in Tschechien.
Der von Albert Sauer (1911–1993) herausgegebene Altvaterbote erschien sechsmal jährlich. Die Zeitschrift war „Ein Heimatwerk für die Heimatvertriebenen aus dem Altvatergebirge, besonders aus dem Freiwaldauer Land“, wie der Untertitel es formulierte.